# Militärbischof
Ein Militärbischof ist der oberste Militärseelsorger einer christlichen Kirche im Rang eines Bischofs. In der katholischen Kirche handelt es sich dabei seit der Apostolischen Konstitution Spirituali militum curae von 1986 um einen Militärordinarius, der entweder Titularbischof oder Diözesanbischof ist, sofern die Militärseelsorge in dem jeweiligen Staat als Militärordinariat errichtet ist.

## Bundesrepublik Deutschland

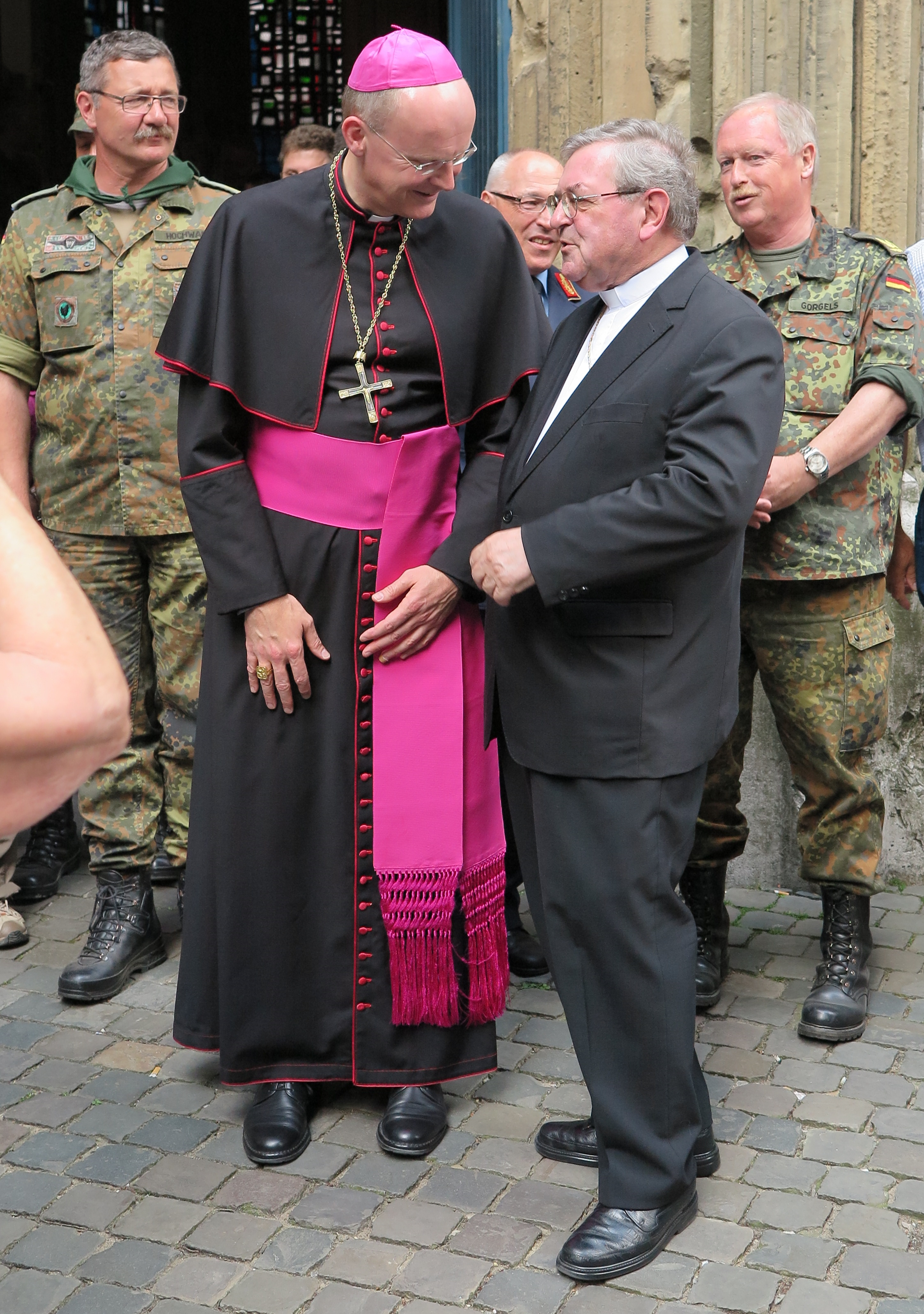
Militärbischof Franz-Josef Overbeck

Der katholische Bischof übt das Amt des Militärbischofs neben seiner hauptamtlichen Tätigkeit als Diözesanbischof, der evangelische Bischof seit 2014 hauptamtlich aus. Ihnen unterstellt sind die Militärdekane, die jeweils für eines der vier Militärdekanate (Berlin, Kiel, Köln und München) zuständig sind, sowie alle haupt- und nebenamtlichen Militärpfarrer.
Die Bundespolizei hat, im Gegensatz zur Bundeswehr, keine eigene Diözese. Es gibt hier jedoch einen katholischen und einen evangelischen Dekan der Bundespolizei.
Zum katholischen Militärbischof wird vom Heiligen Stuhl ein in der Bundesrepublik Deutschland residierender Diözesanbischof ernannt. Der Militärbischof steht dem Jurisdiktionsbereich des katholischen Militärbischofs für die Bundeswehr (Militärordinariat) vor und errichtet seine Kurie am Sitz der Bundesregierung. Zu diesem Jurisdiktionsbereich gehören alle zur Bundeswehr gehörenden katholischen Soldaten und Soldatinnen (sowie deren Familienmitgliedern) während ihrer aktiven Dienstzeit. Der Militärbischof ist bestellt, um die Seelsorge unter ihnen zu ordnen, zu leiten und wirksam zu gestalten.
Zu den Aufgaben des Militärbischofs gehört
- die Beratung in allen Fragen der Militärseelsorge von grundsätzlicher Bedeutung,
- der Erlass kirchlicher Vorschriften und Richtlinien,
- die Einführung der Militärgeistlichen in ihr kirchliches Amt einschließlich ihrer Weiterbildung und
- die Förderung der seelsorgerischen Zusammenarbeit mit kirchlichen Stellen des zivilen Bereiches sowie mit der Militärseelsorge anderer Stellen.[2]

Nachdem Papst Benedikt XVI. am 8. Mai 2010 den angebotenen Rücktritt von Walter Mixa annahm, nahm nach den kirchenrechtlichen Vorgaben der Generalvikar des katholischen Militärbischofs, der apostolische Protonotar Walter Wakenhut, die Leitung der katholischen Militärseelsorge wahr. Am 24. Februar 2011 ernannte Benedikt XVI. den Essener Bischof Franz-Josef Overbeck zum neuen Militärbischof in Deutschland.

### Katholische Militärbischöfe seit Gründung der Bundeswehr
| Beginn der Amtszeit | Ende der Amtszeit | Name                 | Weitere Funktionen                                             |
| ------------------- | ----------------- | -------------------- | -------------------------------------------------------------- |
| 1956                | 1960              | Joseph Wendel        | Erzbischof von München und Freising                            |
| 1961                | 1978              | Franz Hengsbach      | Bischof von Essen                                              |
| 1978                | 1990              | Elmar Maria Kredel   | Erzbischof von Bamberg                                         |
| 1990                | 2000              | Johannes Dyba        | Bischof von Fulda                                              |
| 2000                | 2010              | Walter Mixa          | bis 2005 Bischof von Eichstätt, 2005–2010 Bischof von Augsburg |
| 2011                |                   | Franz-Josef Overbeck | Bischof von Essen                                              |

### Evangelische Militärbischöfe seit Gründung der Bundeswehr
| Beginn der Amtszeit | Ende der Amtszeit | Name               | Weitere Funktionen                                                                                              |
| ------------------- | ----------------- | ------------------ | --- |
| 1956                | 1972              | Hermann Kunst      | Bevollmächtigter des Rates der Evangelischen Kirche in Deutschland (EKD) am Sitz der Bundesrepublik Deutschland |
| 1972                | 1985              | Sigo Lehming       | Propst des Kirchenkreises Pinneberg der Nordelbischen Kirche                                                    |
| 1985                | 1994              | Heinz-Georg Binder | Bevollmächtigter des Rates der EKD am Sitz der Bundesrepublik Deutschland                                       |
| 1994                | 2003              | Hartmut Löwe       | Bevollmächtigter des Rates der EKD bei der Bundesrepublik Deutschland und der Europäischen Union                |
| 2003                | 2008              | Peter Krug         | Bischof der Evangelisch-Lutherischen Kirche in Oldenburg                                                        |
| 2008                | 2014              | Martin Dutzmann    | Bevollmächtigter des Rates der EKD bei der Bundesrepublik Deutschland und der Europäischen Union                |
| 2014                | 2020              | Sigurd Rink        | hauptamtlicher Militärbischof                                                                                   |
| 2020                | 2026              | Bernhard Felmberg  | hauptamtlicher Militärbischof                                                                                   |

## Österreich
Dem katholischen Militärordinariat der Republik Österreich steht seit 1986 ein Militärordinarius (ugs.: Militärbischof) vor; er ist üblicherweise Bischof und Leiter der katholischen Militärseelsorge und traditionell Titularbischof von Wiener Neustadt. Die Evangelische Militärseelsorge in Österreich wird vom evangelischen Militärsuperintendenten geleitet.  Im Gegensatz zu Deutschland üben in Österreich Militärbischof und Militärsuperintendent ihr Amt hauptamtlich aus.

### Leiter der Katholischen Militärseelsorge
| Beginn der Amtszeit     | Ende der Amtszeit | Name                             |
| ----------------------- | ----------------- | -------------------------------- |
| Apostolische Feldvikare |                   |                                  |
| 1773                    | 1792              | Johann Heinrich von Kerens, S.J. |
| 1792                    | 1803              | Sigismund Anton von Hohenwart    |
| 1803                    | 1815              | Godfried Joseph Crüts van Creits |
| 1815                    | 1823              | Joseph Chrysostomus Pauer        |
| 1827                    | 1830              | Josef Alois Schachtner           |
| 1831                    | 1832              | Vinzenz Billig                   |
| 1833                    | 1835              | Michael Johann Wagner            |
| 1835                    | 1863              | Johann Michael Leonhard          |
| 1863                    | 1875              | Dominik Mayer                    |
| 1875                    | 1878              | August Landt                     |
| 1878                    | 1890              | Anton Joseph Gruscha             |
| 1890                    | 1911              | Koloman Belepotoczky             |
| 1913                    | 1918              | Emmerich Bjelik                  |
| Militärvikare           |                   |                                  |
| 1920                    | 1938              | Ferdinand Stanislaus Pawlikowski |
| 1959                    | 1969              | Franz König                      |
| 1969                    | 1986              | Franz Žak                        |
| Militärordinarien       |                   |                                  |
| 1986                    | 1994              | Alfred Kostelecky                |
| 1994                    | 2015              | Christian Werner                 |
| 2015                    |                   | Werner Freistetter               |

### Evangelische Militärsuperintendenten
| Beginn der Amtszeit | Ende der Amtszeit | Name                  |
| ------------------- | ----------------- | --------------------- |
| 1957                | 1967              | Hellmut May           |
| 1968                | 1976              | Hermann Rippel        |
| 1976                | 1980              | Ernst August Hess     |
| 1980                | 1998              | Julius Hanak          |
| 1999                | 2000              | Alfred Stipanits      |
| 2000                | 2013              | Oskar Sakrausky       |
| 2013                |                   | Karl-Reinhart Trauner |

## Schweiz
In der Schweiz lautet die Funktionsbezeichnung Chef Armeeseelsorge. Die Person hat Hauptmannsrang, ist aber nicht Bischof.

## Frankreich

### Katholische Militärbischöfe
| Beginn der Amtszeit | Ende der Amtszeit | Name                         |
| ------------------- | ----------------- | ---------------------------- |
| 1986                | 1989              | Jacques Fihey                |
| 1989                | 2000              | Michel Dubost                |
| 2000                | 2009              | Patrick Le Gal               |
| 2009                | 2017              | Luc Ravel                    |
| 2017                |                   | Antoine de Romanet de Beaune |